# Moonbase 8
Moonbase 8 es una serie de televisión de comedia estadounidense creada y escrita por Fred Armisen, Tim Heidecker, Jonathan Krisel y John C. Reilly, protagonizada por Armisen, Heidecker y Reilly en los papeles principales. Se estrenó el 9 de noviembre de 2020 en Showtime.

## Argumento
Moonbase 8 cuenta las vicisitudes de tres astronautas incompetentes en uno de los simuladores de entrenamiento de la base lunar de la NASA ubicados en Winslow, Arizona, con la esperanza de ser la tripulación seleccionada para viajar a la verdadera base lunar real, cuya construcción está a punto de completarse.

## Reparto

### Principales
- John C. Reilly como Robert "Cap" Caputo, un expiloto de helicóptero que afirma ser un veterano militar.
- Tim Heidecker como el profesor Scott "Rook" Sloan, un cristiano que quiere difundir "el evangelio de Jesucristo en el universo".
- Fred Armisen como el Dr. Michael "Skip" Henai, hijo del difunto Dr. Henai, reputado astronauta.

### Invitados
- Travis Kelce como él mismo, jugador de fútbol americano, usado como publicidad para la NASA.
- Adam Lambert como Billy.
- Thomas Mann como Cooper.
- Alia Shawkat como Alix.